# Manufactures Charvet
 (septembre 2024).
La mise en forme du texte ne suit pas les recommandations de Wikipédia : il faut le « wikifier ».
Les points d'amélioration suivants sont les cas les plus fréquents :
- Les titres sont pré-formatés par le logiciel. Ils ne sont ni en capitales, ni en gras.
- Le texte ne doit pas être écrit en capitales (les noms de famille non plus), ni en gras, ni en italique, ni en « petit »…
- Le gras n'est utilisé que pour surligner le titre de l'article dans l'introduction, une seule fois.
- L'italique est rarement utilisé : mots en langue étrangère, titres d'œuvres, noms de bateaux, etc.
- Les citations ne sont pas en italique mais en corps de texte normal. Elles sont entourées par des guillemets français : « et ».
- Les listes à puces sont à éviter, des paragraphes rédigés étant largement préférés. Les tableaux sont à réserver à la présentation de données structurées (résultats, etc.).
- Les appels de note de bas de page (petits chiffres en exposant, introduits par l'outil «  Source ») sont à placer entre la fin de phrase et le point final[comme ça].
- Les liens internes (vers d'autres articles de Wikipédia) sont à choisir avec parcimonie. Créez des liens vers des articles approfondissant le sujet. Les termes génériques sans rapport avec le sujet sont à éviter, ainsi que les répétitions de liens vers un même terme.
- Les liens externes sont à placer uniquement dans une section « Liens externes », à la fin de l'article. Ces liens sont à choisir avec parcimonie suivant les règles définies. Si un lien sert de source à l'article, son insertion dans le texte est à faire par les notes de bas de page.
- La présentation des références doit suivre les conventions bibliographiques. Il est recommandé d'utiliser les modèles {{Ouvrage}}, {{Chapitre}}, {{Article}}, {{Lien web}} et/ou {{Bibliographie}}. Le mode d'édition visuel peut mettre en forme automatiquement les références.
- Insérer une infobox (cadre d'informations à droite) n'est pas obligatoire pour parachever la mise en page.

Pour une aide détaillée, merci de consulter Aide:Wikification.
Si vous pensez que ces points ont été résolus, vous pouvez retirer ce bandeau et améliorer la mise en forme d'un autre article.
 (février 2025).
 (août 2024).
 (septembre 2024).
 (septembre 2024).
Si vous disposez d'ouvrages ou d'articles de référence ou si vous connaissez des sites web de qualité traitant du thème abordé ici, merci de compléter l'article en donnant les références utiles à sa vérifiabilité et en les liant à la section « Notes et références ».
Les manufactures Charvet est une manufacture textile située à Vienne fondée par Claude Charvert. Malgré un déclin après la Révolution, Victor Charvet , petit-fils de Claude, relance l’héritage familial au XIXe siècle en fondant une nouvelle manufacture à Armentières.

## Les Débuts
L’histoire des manufactures Charvet débute en 1728 avec Claude Charvet et sa manufacture textile florissante à Vienne. Claude Charvet s'associe a son oncle Laurent Revoir et à la manufacture Buisson. Ce dernier fait part de sa  manufacture de textile. En 1728 la manufacture emploie 400 travailleurs.
Mais en 1739 tout change quand Laurent, l'oncle de Claude, décède et que Pierre Buisson quitte la société. Claude devient alors le seul à la tête de la manufacture. Le 21 mai 1754 le conseil du roi accorde à Claude le titre de "Manufacture royal de Vienne"  ce qui lui permet de fabriquer à Vienne des étoffes de laine, soie, coton et autres. Par la suite ses trois fils :  Nicolas (1732-1799), Jean-Louis et André vont s'associer à lui.

## Nicolas Charvet et la Prospérité

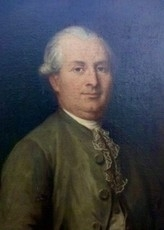
Nicolas Charvet (1732-1799)

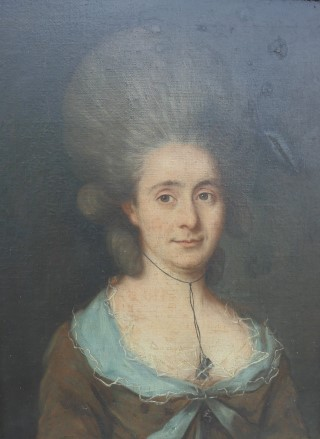
Françoise Bajart (1744-1820) femme de Nicolas Charvet

Claude meurt le 27 janvier 1761 laissant à ses fils une manufacture  en activité , c'est Nicolas Charvet (1732-1799) qui prend les devants. En 1763 c'est près de 2400 personnes qui travaillent pour la manufacture puis 2042 en 1765. La manufacture produit alors des ratines pour l'habillement des troupes mais aussi des toiles ,velours, étoffe de soie qui sont déjà exportées en Suisse, en Allemagne, Italie ou encore en Russie. La famille habite alors à Vienne. En 1769 Nicolas(1732-1799) se marie avec la fille d'un marchant drapier de vienne, Françoise Bajart. Ainsi Les années 1780 seront celle de la prospérité avant les difficultés de la Révolution et de l'Empire. Ainsi en 1789 elle emploie 1600 personnes et 50 métier et produit 1200 pièces. Nicolas devient échevin de Vienne pendant les années 1790.

## Déclin et Fermeture
La Révolution entraîne la perte des privilèges de la manufacture, et le désordre monétaire du Directoire ajoute aux difficultés. C'est alors que trois des enfants de Nicolas(1732-1799) : Gaspard , Claude et André s'installerons à Lille à la fin du directoire avec leur mère (a moins que elle les rejoint après) voyant là une opportunité laissant l'entreprise familiale à leurs cousins ,c'est alors que  Nicolas (1732-1799) meurt le 1er décembre 1799, alors que l'entreprise rencontre des difficultés . Les vingt années suivantes entraînent une baisse significative de l'importance de la manufacture Charvet. En 1807 elle emploie encore 200 personnes mais ses deux plus grands emploie 500 chacun , le troisième 300. De 1200 pièces en 1787, la production est tombée a 400. En 1812 les Charvet n'occupe plus que la 7 place ne importance dans la fabrique de Vienne. Le gouvernement  a promis des concours aux entrepreneur qui se modernisent. Nicolas (1755-1838) Charvet petit fils du créateur ( se n'est pas lui sur la photo au dessus c'est son oncle qui s'appelait aussi Nicolas mais mort en 1799) sollicite une aide, vient lui même à Paris pour appuyer sa demande. Il presse par deux fois le ministre lui même. Lez 23 Février 1808, il rappelle, à l'appui de sa requête - 23 294F cout d'un assortiment de machines douglas -, qu'il possède  200 000F d'immeubles et sollicite une audience. Le 15 mai 1808, le ministre de l'intérieur notifie au Charvet l'octroi par le trésor de l'aide sollicitée. Mais ils devront rembourser cette avance. Le 12 janvier 1811 ils doivent rembourser cette avance, le gouvernement  lui accorde 3 ans de plus. Mais alors commence le temps de l'ultime détresse, les Charvet vendent leur possession pour rembourser cette dette puis le moulin a foulon qui est une pièce importante de la fabrication est vendu pour 30 000F. En 1817 l'administration insiste pour le remboursement total de ce prêt. Les Charvet sont rattrapés par la dette du 15 mai 1808, et la manufacture va être démantelée. C'est quand même deux fils de Nicolas(1755-1838) qui vont racheter l'entreprise ,Jacques et Hippolyte mais cela diminue le potentiel de la vielle entreprise. Dès lors celle ci vit ses dernières années avec une courte remissions sous la monarchie de juillet. La récession de 1857 achève la vielle manufacture, Hippolyte Charvet seul gèrent depuis la mort de son frère Jacques en 1849, arrête toutes ses activités industrielles, démissionne de ses fonctions de président du tribunal de commerce vend des immeubles dont la vente couvre à peine le remboursement des dettes de l'entreprise. Quand tout est acquitté il ne reste plus rien de la fortune industrielle que quatre générations avaient construit.

## Victor Paul Romain Charvet, une nouvelle manufacture

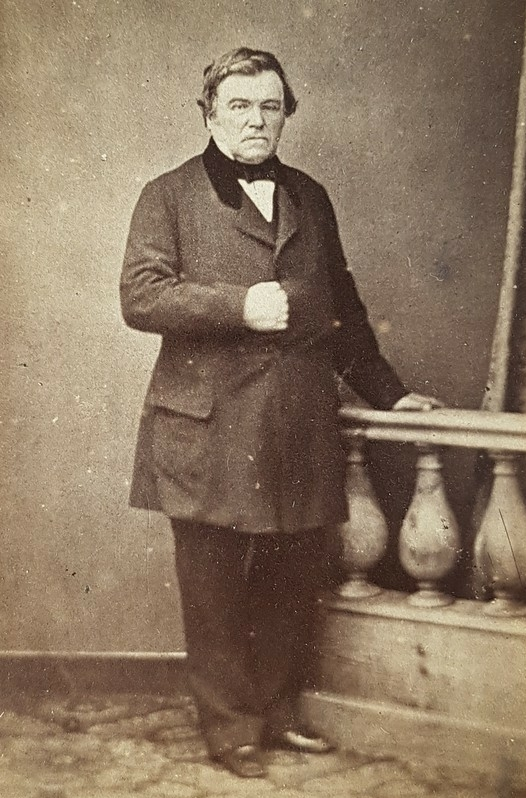
Louis constant François Colombier (1797-1866)

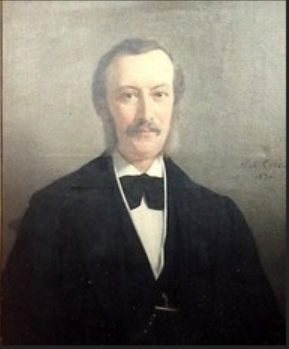
Victor Paul Romain Charvet (1818-1897)

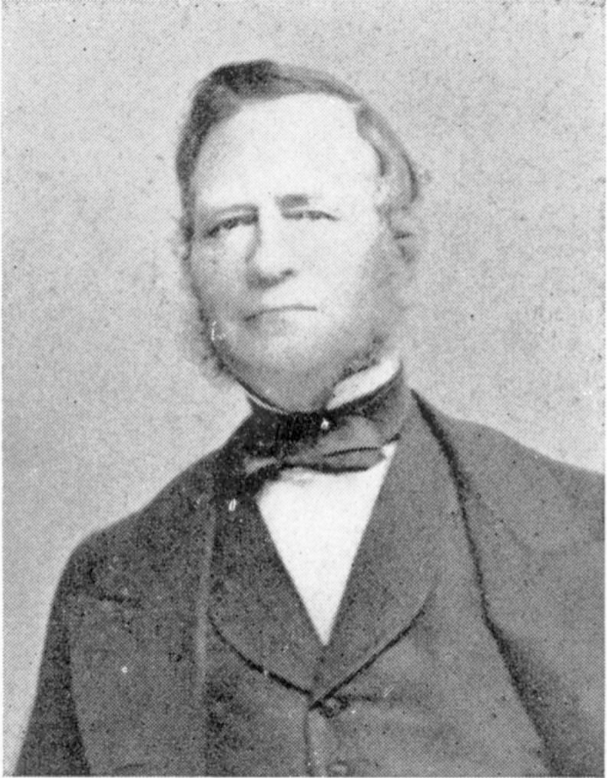
Félix Joseph Dubois (1806-1875)

Victor né le 18 févr. 1818 a Lille, petit fils de Nicolas Charvet ,se marie le 8 juin 1845 à Lucie Adèle Colombier fille du négociant Louis Constant  François Colombier, lui même fils de Louis Colombier. Victor s'installera alors à Armentières et s'associera à son beau père afin de crée une nouvelle manufacture pendant que celle de son grand-père ,dirigée par des cousins est en déclin. Colombier et Victor créent en 1854 un tissage mécanique de lin à Armentières sous le nom de "Colombier-Batteur et fils". Puis en 1857 ils s'associent à Félix Dubois-Charvet mari de pauline Charvet sœur de Victor, ils signent alors sous le nom de "Dubois et Charvet-Colombier" ou ils blanchissent des toiles et du fil ou encore du tissage mécanique. Leur siège social est alors 22 rue du Moulinel Lille. En 1860 l'entreprise s'étant et rachètent une filature a Haubourdin. Mais en 1866 Louis Constant  François Colombier, l'un des trois associés décède et en 1873 la société est dissoute. Mais en 1872 Félix Dubois et Victor Charvet (et surement le fils a Félix ) recrée une société en gardant le même nom. En 1872 un capital actifs de 2 000 000 de Francs. En 1875 Félix meurt et laisse seul Victor comme Patron. En 1877 Victor crée (surement avec le fils de Félix) une filature de lin de 6000 broches. Et en 1877 l'affaire est scindé en deux, les Charvet gardes la filature de lin. Enfin en 1897 Victor meurt, avec comme titre: Chevalier de l'ordre de Saint Grégoire le grand , administrateur du bureau de bienfaisance, marguiller du Sacré-Cœur, Président des conférences de st-Vincent-de-Paul et membre du conseil générale des Catholique du Nord pas de calais en 1889. Victor Paul Romain Charvet meurt et laissa un héritage évalué à 1 150 000F, (ce qui vaut environ 5 000 000 euros de nos jours selon l'INSEE).
Enfin la tradition du textile perdurera encore plusieurs générations après Victor, par ce qu'ont bâtit leurs aïeuls ou par les alliances et mariages chez les enfants et petits enfants de Victor, comme les Charvet-Cuvelier, Charvet-Mottez ou autres...